# Agrotis fuscifusa
Agrotis fuscifusa là một loài bướm đêm trong họ Noctuidae.